# 関西棋院選手権戦
関西棋院選手権戦（かんさいきいんせんしゅけんせん）は、日本の囲碁の棋戦で、関西棋院の棋士が出場した。1955年にトーナメント戦として開始、1962年から紅白勝ち抜き戦となり、1966年から再度トーナメント戦となった。1974年終了、日本棋院選手権戦と統合されて天元戦となった。
- 主催 神戸新聞

## 方式
- 12期までは決勝三番勝負。13期以降は挑戦手合三番勝負。
- コミは4目半。

## 歴代優勝者と決勝戦・挑戦手合
（左が優勝者）
1. 1955年 鯛中新
2. 1956年 半田道玄
3. 1957年 橋本昌二
4. 1958年 鈴木越雄
5. 1959年 東野弘昭
6. 1960年 橋本昌二 - 半田道玄
7. 1961年 窪内秀知
1962-65年（紅白勝ち抜き戦）
8. 1966年 窪内秀知 - 半田道玄
9. 1967年 宮本直毅 - 東野弘昭
10. 1968年
11. 1969年
12. 1970年 石井新蔵
13. 1971年 橋本宇太郎 2-0 東野弘昭
14. 1972年 橋本宇太郎 2-0 東野弘昭
15. 1973年 橋本宇太郎 2-1 藤木人見
16. 1974年 橋本宇太郎 2-1 窪内秀知